# Nothing Compares 2 U
«Nothing Compares 2 U» es una canción escrita por el cantante estadounidense Prince, para su proyecto musical The Family, e incluida en su primer álbum de estudio. Esta relata, en su versión original,  los sentimientos de nostalgia de un amante abandonado. En 1989, Sinéad O'Connor regrabó la canción con nuevos arreglos instrumentales y la incluyó en su segundo álbum I Do Not Want What I Haven't Got. En su interpretación, O'Connor expresa la devastación que significó (para ella) la pérdida de su madre. Fue lanzada al mercado como segundo sencillo y logró el éxito internacional. La producción estuvo a cargo de O'Connor y Nellee Hooper y su icónico video musical fue dirigido por John Maybury. En diciembre de 1990, la revista Billboard la declaró la «canción #1 en el mundo» en la primera edición de los Billboard Music Awards.
Prince lanzó una versión en vivo con Rosie Gaines en 1993 en su recopilatorio The Hits/The B-Sides. La versión original de 1984 fue finalmente publicada en su recopilatorio póstumo Originals en 2019.

## Publicación
Esta canción estaba contenida en el álbum homónimo de The Family. Sin embargo, al no ser editado como sencillo, sino como una canción más del álbum, la canción no recibió el reconocimiento que posteriormente alcanzaría en 1990 por la interpretación de la cantante irlandesa Sinéad O'Connor, contenida en su segundo álbum I Do Not Want What I Haven't Got. Prince lanzó su propia interpretación de "Nothing Compares 2 U", con Rosie Gaines como vocalista invitada en 1993. Esta versión en vivo de la canción fue incluida en su álbum recopilatorio The Hits/The B-Sides.
En 2016, año del fallecimiento de Prince, el cantante Chris Cornell grabó una versión en vivo en la radio SiriusXM, sumando más de 150 millones de vistas en Youtube desde su publicación. En 2018, al cumplirse dos años de su fallecimiento, la versión original grabada por el artista en 1984 fue publicada.

## Recepción

### Comentarios de la crítica
La canción fue recibida favorablemente por la crítica. Bill Lamb de About.com escribió que «la interpretación visceral/emocional de O'Connor la convirtió en un clásico. Una perdida dolorosa encuentra una increíble belleza vocal y un sutil arreglo instrumental». Matthew Hocter de Albumism la describió como una canción «profundamente enraizada en emoción y desespero que llevaría a O'Connor y a la misma a uno de los momentos más inolvidables de la historia de la música». Steve Huey de Allmusic llamó la canción como «sorprendente» y destacó su «gran profundidad». Jodi Cleesattle de American Eagle escribió que hay un dolor en la voz de Sinéad O'Connor, y probablemente siempre lo habrá. Destacó como la soledad y nostalgia sobresalen en la canción, añadiendo que la voz de la cantante «le queda perfecta. Su voz se eleva y salta inesperadamente pero con gracia, haciendo de la balada, la más bonita de las canciones de amor». Bill Coleman de Billboard la llamó «una brillante interpretación de un lamento melancólico». Ernest Hardy de Cashbox la declaró «un genuino drama». Greg Sandow de Entertainment Weekly la declaró «una canción para sobrellevar la perdida de un ser querido». También dijo que su «majestuosa y compasiva» instrumentación le da a O'Connor «el lienzo que necesita para ser tan desgarradora».
Tom Ewing de Freaky Trigger la destacó como una canción «muy sobrecogedora, que captura la quietud, ira y devastación de un duro rompimiento con suma exactitud». Tom Moon de Knight Ridder declaró que O'Connor «adapta la forma susurrante de una baladista». Los Angeles Times mencionó que la cantante «conecta una emoción cruda con sonidos sobrios» con «una suave, desesperada y melancólica belleza». Music & Media declaró que «de todos los recientes covers de canciones de Prince:  «I Feel For You» de Chaka Khan, «Kiss» de Tom Jones and «Sign 'O' The Times» de Simple Minds, esta es definitivamente la más convincente». También agregaron que «más allá de la versión original grabada por The Famly, la versión de O'Connor cargada de emoción tiene un atractivo inmediato». David Giles de Music Week comentó que la canción «no es uno de los mejores momentos de Prince y que O'Connor hace poco para disfrazar el hecho, salvo por algunos saltos vocales emotivos. Los sintetizadores de cuerdas también tienen un efecto fúnebre, arrastrando el resto de la instrumentación con ellos».
The Network Forty escribió que «cuando Sinéad cantaba la «Nothing Compares 2 U», los mares se calmaban, los ángeles lloraban y el Top 40 se inmovilizaba para escuchar esta poderosa expresión de amor no correspondido». Steven Wells de NME llamó la canción «un severo recordatorio de que O'Connor fue bendecida con una voz única e increíble». Mark Richardson de Pitchfork comentó que «tienes que buscar muy duro para encontrar una mejor expresión en la música pop del vacío que existe cuando una relación termina». Sal Cinquemani de Slant Magazine la declaró como «tal vez el logro vocal más importante de su carrera» y la describió como «una balada clásica que es simplemente suya». Tom Doyle de Smash Hits añadió que «no suena para nada como el resto de sus canciones».

### Desempeño comercial
La versión balada de O'Connor fue un éxito mundial, alcanzando la cima de las listas de popularidad en su nativa Irlanda, Australia, Austria, Canadá, Alemania, México, Holanda, Nueva Zelanda, Noruega, Suecia, Suiza, Reino Unido y Estados Unidos. Estuvo dentro de las primeras cinco casillas en Francia y las primeras veinte en Dinamarca. Fue certificada «platino» en Austria, Estados Unidos y Reino Unido, y «oro» Alemania y Suecia.
En los Estados Unidos, ocupó el primer lugar del Billboard Hot 100 por cuatro semanas, llegó a la cima del Billboard Alternative Songs y al segundo lugar del Billboard Adult Contemporary. Logró la tercera posición del listado anual del Hot 100 de 1990, detrás de «Hold On» de Wilson Phillips y «It Must Have Been Love» de Roxette. En su segunda semana en el número uno, el álbum I Do Not Want What I Haven't Got también logró llegar a la cima del Billboard 200, lugar que ocuparía por seis semanas.

## Video musical

### Concepto
El video dirigido por John Maybury muestra extensamente el rostro de Sinéad O'Connor en primer plano reflejando la ira y la melancolía de la letra mientras la interpreta. Las tomas restantes son de ella caminando por el parque Parc de Saint-Cloud en París, Francia. Hacia el final del video dos lágrimas brotan de los ojos de la cantante, una a cada lado. Según O'Connor, dichas lágrimas eran reales. Ella declaró que no intentó llorar pero entonces pensó «que debía dejar que pasara». Explicó que las lágrimas fueron ocasionadas por el recuerdo de su madre, fallecida en un accidente automovilístico en 1985. Declaró que había aprendido a canalizar sus emociones a través del bel canto, el cual ella comparó con métodos de actuación extremos. En el medio y final del video musical, se puede apreciar una toma del rostro de la cantante que luego fue la portada de I Do Not Want What I Haven't Got.

### Recepción
El video ganó tres estatuillas en la edición de 1990 de los MTV Video Music Awards en las categorías de mejor video del año (representando la primera victoria para una artista mujer), mejor video femenino y mejor video posmoderno. También fue candidato en mejor video revelación, elección del público, y elección internacional del público.

## Reconocimiento y posiciones en listas

### Listas semanales
| Listas (1990)                                    | Máxima posición |
| ------------------------------------------------ | --------------- |
| Australia (ARIA)                                 | 1               |
| Austria (Ö3 Austria Top 40)                      | 1               |
| Bélgica (Flandes) (Ultratop 50)                  | 1               |
| Canadá (RPM Top Singles)                         | 1               |
| Europe (Eurochart Hot 100)                       | 1               |
| Finland (Suomen virallinen lista)                | 1               |
| Francia (SNEP)                                   | 5               |
| Iceland (Íslenski Listinn)                       | 1               |
| Irlanda (IRMA)                                   | 1               |
| Italy (Musica e dischi)                          | 1               |
| Países Bajos (Dutch Top 40)                      | 1               |
| Países Bajos (Mega Single Top 100)               | 1               |
| Nueva Zelanda (Recorded Music NZ)                | 1               |
| Noruega (VG-lista)                               | 1               |
| Portugal (AFP)                                   | 1               |
| España (AFYVE)                                   | 4               |
| Suecia (Sverigetopplistan)                       | 1               |
| Suiza (Schweizer Hitparade)                      | 1               |
| Estados Unidos (Billboard Hot 100)               | 1               |
| Estados Unidos (Adult Contemporary)              | 2               |
| Estados Unidos (Alternative Airplay)             | 1               |
| Alemania Occidental (Offizielle Deutsche Charts) | 1               |

| Listas (2010)                    | Máxima posición |
| -------------------------------- | --------------- |
| Polonia (Polish Airplay Top 100) | 1               |

| Listas (2011)           | Máxima posición |
| ----------------------- | --------------- |
| Dinamarca (Tracklisten) | 19              |

| Listas (2023)                                 | Máxima posición |
| --------------------------------------------- | --------------- |
| Global 200 (Billboard)                        | 118             |
| Irlanda (IRMA)                                | 7               |
| Israel (Media Forest)                         | 3               |
| New Zealand Hot Singles (RMNZ)                | 20              |
| Suiza (Schweizer Hitparade)                   | 47              |
| Reino Unido (UK Singles Chart)                | 30              |
| Reino Unido (UK Indie Chart)                  | 5               |
| Estados Unidos (Hot Rock & Alternative Songs) | 10              |

El tema ocupa el puesto centésimo sexagésimo segundo (162) de la lista de las 500 mejores canciones de todos los tiempos, según la revista Rolling Stone.

## Versiones
En 1993, Prince publicó una versión en directo del tema Nothing Compares 2 U, junto a la cantante y compositora estadounidense Rosie Gaines. El tema se incluyó en el álbum recopilatorio The Hits/The B-Sides del artista y el sencillo alcanzó el séptimo puesto en la lista Bubbling Under Hot 100 en Estados Unidos ese mismo año. 
Chris Cornell, el fallecido líder de la banda Soundgarden, interpretó este tema en directo durante una aparición en Lithium de SiriusXM  en septiembre de 2015. Su actuación, realizada en formato acústico, permitía escuchar la desgarradora voz del cantante en una de sus más impresionantes interpretaciones.
Aretha Franklin interpretó también este tema pero con un toque diferente, La Reina del Soul quiso restar tristeza a la canción y en lugar de llorar por un amor perdido, se centró en ofrecer un sentimiento de esperanza y celebración de una nueva libertad. 
La cantante estadounidense Kelly Clarkson también se atrevió a ofrecer su propia versión de este tema el 14 de abril de 2021. En esta ocasión, acompañada únicamente por un piano, Clarkson dejó que su voz transmitiera el dolor de la letra en una interpretación con altas dosis de emotividad.

## Lista de canciones
| Sencillo de 7" 1. «Nothing Compares 2 U» – 5:09 CD maxisencillo 1. «Nothing Compares 2 U» – 5:09 |